# 天鷹座3
天鷹座3，又名BD-05 5378，HD 198026、SAO 144814、HR 7951，是天鷹座的一颗恒星，视星等为4.42，位于銀經42.24，銀緯-28.09，其B1900.0坐标为赤經20h 42m 27.7s，赤緯-5° -28.09′ 38″。